# Don't Bother
"Don't Bother" là một ca khúc, đĩa đơn của ca sĩ người Colombia Shakira. Bài hát được phát hành dưới dạng một đĩa đơn từ album phòng thu thứ năm của cô, Oral Fixation, Vol. 2.

## Xếp hạng & chứng nhận
| Chart (2005)                       | Peak position |
| ---------------------------------- | ------------- |
| Úc (ARIA)                          | 30            |
| Áo (Ö3 Austria Top 40)             | 6             |
| Bỉ (Ultratop 50 Flanders)          | 28            |
| Bỉ (Ultratop 50 Wallonia)          | 32            |
| Cộng hòa Séc (Rádio Top 100)       | 7             |
| Đan Mạch (Tracklisten)             | 14            |
| Phần Lan (Suomen virallinen lista) | 4             |
| Pháp (SNEP)                        | 24            |
| Đức (GfK)                          | 7             |
| Hungary (Rádiós Top 40)            | 6             |
| Hungary (Single Top 40)            | 5             |
| Ireland (IRMA)                     | 13            |
| Ý (FIMI)                           | 8             |
| Hà Lan (Single Top 100)            | 15            |
| Na Uy (VG-lista)                   | 6             |
| Thụy Điển (Sverigetopplistan)      | 28            |
| Thụy Sĩ (Schweizer Hitparade)      | 8             |
| Anh Quốc (OCC)                     | 9             |
| Hoa Kỳ Billboard Hot 100           | 42            |
| Hoa Kỳ Pop Airplay (Billboard)     | 25            |

| Country (2006) | Position |
| -------------- | -------- |
| Austria        | 73       |
| Hungary        | 68       |
| Switzerland    | 91       |

| Region               | Certification | Shipments |
| -------------------- | ------------- | --------- |
| United States (RIAA) | Gold          | 500,000   |